# Condado de Castilnovo
Condado de Castilnovo és un municipi de la província de Segòvia, a la comunitat autònoma de Castella i Lleó.

## Divisió administrativa
Està formada pels nuclis de:
- La Nava: 16 hab.
- Torrecilla: 15 hab.
- Valdesaz: 29 hab.
- Villafranca: 73 hab.